# 채널A 뉴스 TOP 10
《채널A 뉴스 TOP 10》은 채널A에서 평일 오후 5시 10분, 주말 오후 5시 40분에 방송 중인 시사 뉴스 프로그램이다.

## 앵커

### 평일
- 김종석 채널A 기자

### 주말
- 천상철 채널A 보도본부 부본부장

## 같이 보기
- MBN 뉴스와이드 (MBN)
- 시사쇼 정치다 (TV조선)